# Barciany

Dawny herb Barcian

Barciany (niem. Barten, Barthen, lit. Bartėniai) – wieś w Polsce, położona w województwie warmińsko-mazurskim, w powiecie kętrzyńskim, w gminie Barciany, na terenie krainy historycznej Prusy Dolne. Siedziba gminy Barciany.
Dawniej miasto;  uzyskały lokację miejską w 1628 roku, zdegradowane w 1945 roku. W latach 1954–1972 wieś należała i była siedzibą władz gromady Barciany. W latach 1975–1998 wieś administracyjnie należała do województwa olsztyńskiego.
| SIMC    | Nazwa           | Rodzaj     |
| ------- | --------------- | ---------- |
| 1046369 | Taborzecki Dwór | przysiółek |

## Toponimia
Używane nazwy (Sł. geogr.): pol. – Barciany, Barty, Borty; niem. – Barten, Barthen. Nazwa Barciany została administracyjnie zatwierdzona 12 listopada 1946.

## Historia
Barciany były głównym ośrodkiem grodowym pruskiego plemienia Bartów, którzy mieli tu we wczesnym średniowieczu swój główny gród nad rzeką Liwną w otoczeniu mokradeł. W 1240 terytorium to wraz z resztą Prus Dolnych zostało zajęte przez zakon krzyżacki, od 1257 osiadł tu wójt zakonny. Najpierw postanowił utworzyć w Barcianach nowe komturstwo, i wybudować duży zamek. Prace rozpoczęto w 1377 a zakończono pod koniec XIV w. Komturstwo w Barcianach ostatecznie jednak nie powstało. Czasowo zamek barciański podlegał komturstwu w Rynie (1393-1420). Od 1533 w zamku w Barcianach rezydowali starostowie. W latach 1842–1945 zamek znajdował się w rękach prywatnych. Po 1945 mieściło się tu Państwowe Gospodarstwo Rolne.
Pierwsza wzmianka o Barcianach jako o osadzie targowej w pobliżu krzyżackiego zamku pochodzi z 1289, w 1310 miał miejsce bunt mieszkańców, którzy spalili żywcem wójta Hermana von Harttangen i braci zakonnych. W 1422 po pokoju mełneńskim osada utraciła rangę strategicznej twierdzy, której rolą była obrona przed Litwinami.

Akt oddania się stanów pruskich królowi Polski Kazimierzowi IV Jagiellończykowi i Koronie Królestwa Polskiego, 1454, Archiwum Główne Akt Dawnych

W 1454 na prośbę Związku Pruskiego król Kazimierz IV Jagiellończyk ogłosił włączenie regionu do Królestwa Polskiego, po czym wybuchła wojna trzynastoletnia. Jeszcze w tym samym roku miasto opanowały siły propolskie. Po wojnie od 1466 miasto znajdowało się pod zwierzchnictwem polskim jako lenno. Istniejąca przy zamku osada wymieniana była w 1473, jako miasteczko, chociaż bez pełnych praw miejskich. Barciany otoczone były murami obronnymi już w średniowieczu, z trzema bramami: Królewiecką, Kętrzyńską i Młyńską. Po sekularyzacji zakonu krzyżackiego Barciany zostały centrum dóbr ziemskich, zarządzanych przez książęcych starostów. Od 1612 r. Barciany były lennem Ottona von der Groebena. Pełne prawa miejskie Barciany uzyskały dopiero w 1628 od księcia Jerzego Wilhelma.

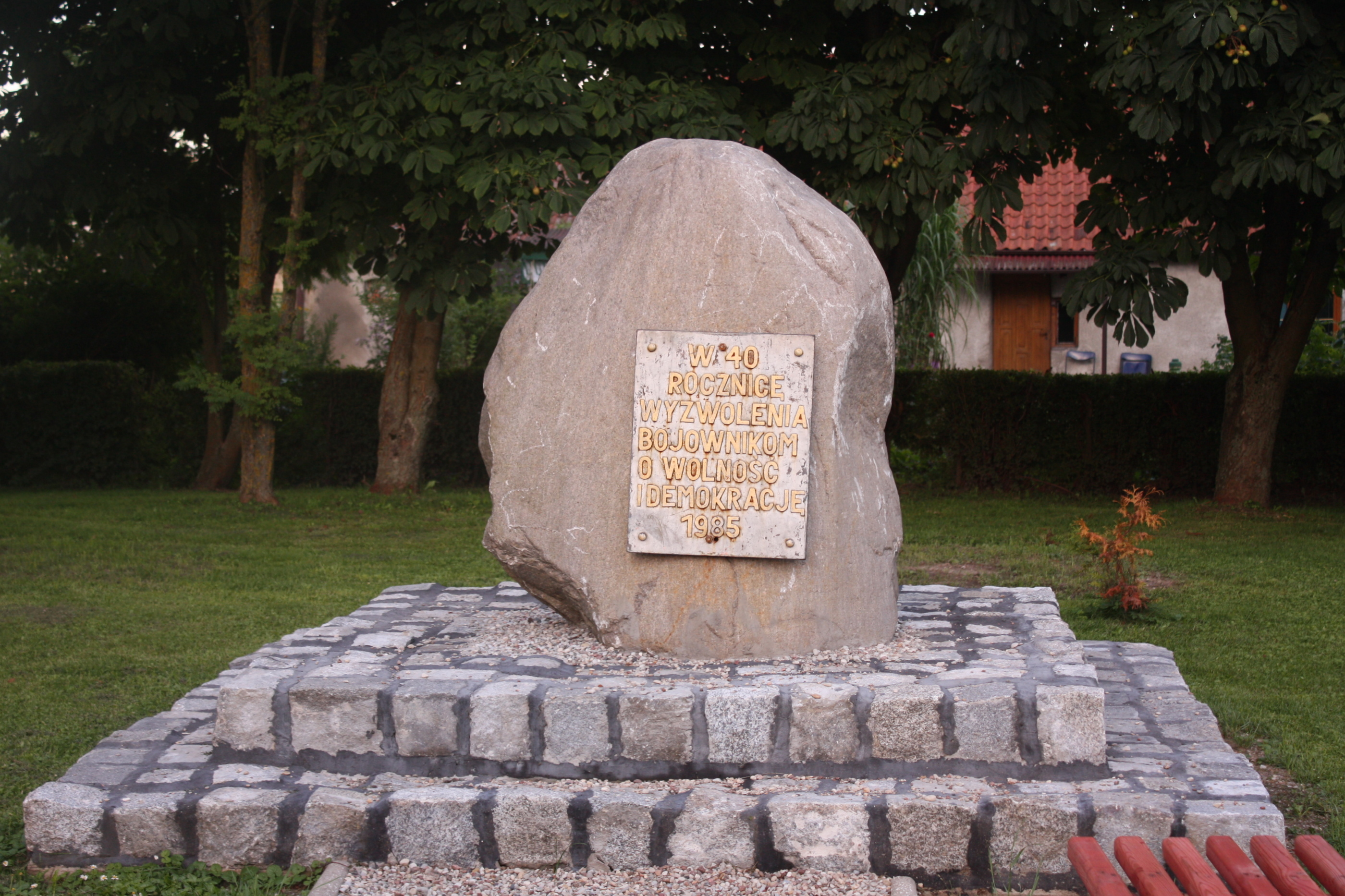
Kamień upamiętniający 40-lecie wyzwolenia Barcian

Pierwsza wzmianka o szkole w Barcianach pochodzi z roku 1548. Od roku 1622 było tu już dwóch nauczycieli rektor (kierownik szkoły parafialnej) i kantor. W 1736 roku w barciańskiej szkole 8 uczniów uczyło się łaciny, a osiemdziesięciu czytania, pisania i rachunków.
W roku 1692 Barciany było określane jako miasto całkowicie otwarte, na co wskazuje brak murów miejskich w tym czasie. Stawy, znajdujące się wokół zamku zostały osuszone w XIX w. W 1818 znaczna część mieszkańców zmarła w wyniku epidemii cholery. Od 1871 do 1945 w składzie Niemiec. W 1945 zniszczeniu uległo 90% zabudowy w tym stacja kolejowa Barciany. W tym samym roku Barciany utraciły prawa miejskie.
W ostatnim okresie funkcjonowania PGR w Barcianach była siedziba wielozakładowego przedsiębiorstwa o nazwie Państwowe Przedsiębiorstwo Gospodarki Rolnej w Barcianach. W skład PPGR Barciany (powierzchnia użytków rolnych 6391 ha) wchodziły następujące zakłady rolne na pełnych rozrachunkach gospodarczych: Barciany, Gęsie Góry, Jegławki i Rodele.

## Zabytki

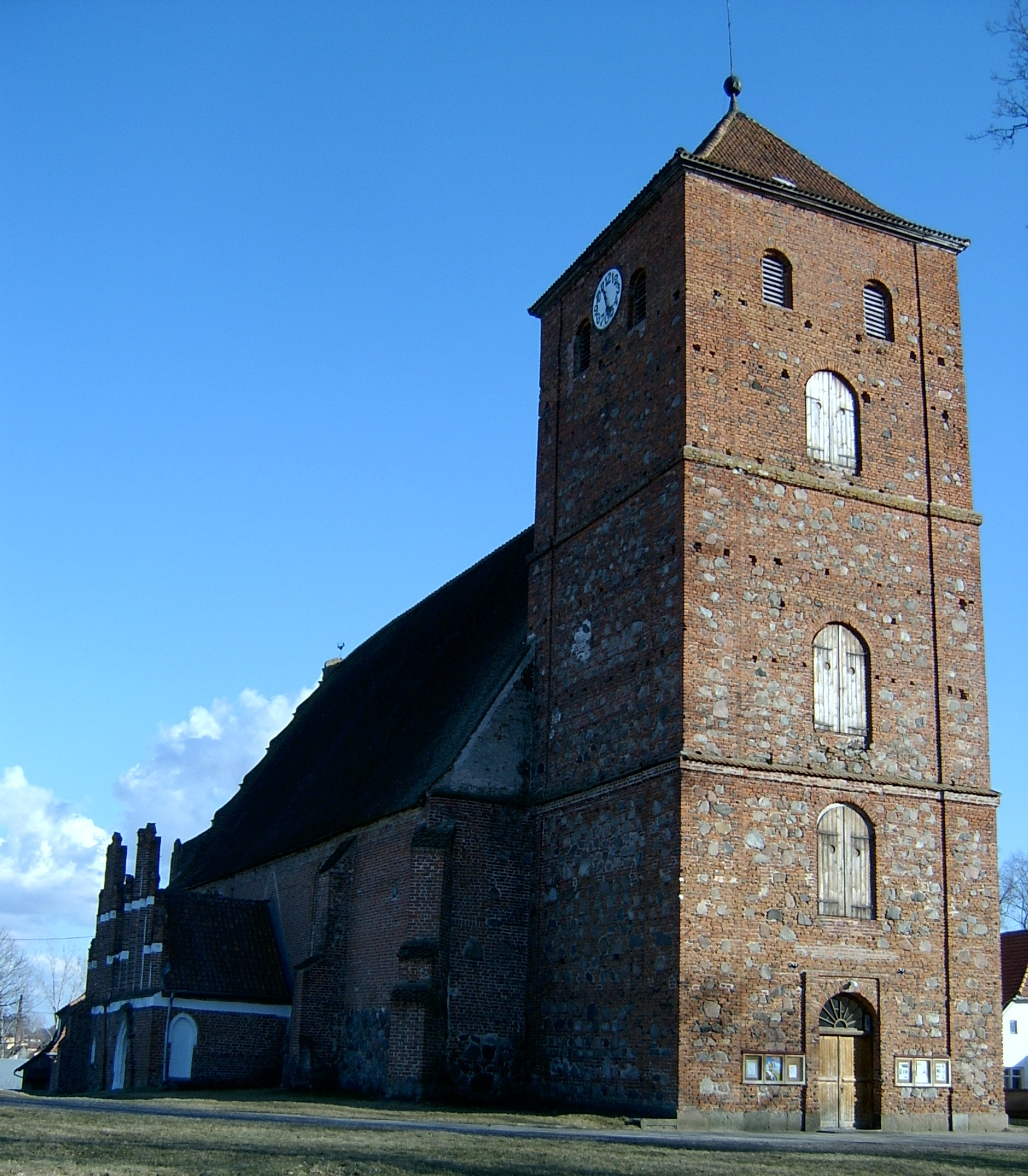
Kościół Niepokalanego Serca NMP

Najważniejszymi zabytkami Barcian są pochodzący z XIV wieku zamek pokrzyżacki oraz XIV-wieczny gotycki kościół jednonawowy. W kościele znajduje się ołtarz ufundowany przez Rautterów w 1643 r. oraz pochodzące z 1750 r. organy wykonane przez A. G. Caspariniego i malarza Adolpha. Pochodzący z wczesnego średniowiecza kamienny posąg „Baba”, który pozostawili po sobie Prusowie, stał do 1945 r. przed barciańskim zamkiem. Dziś jego replika znajduje się na dziedzińcu zamkowym w Olsztynie. Z posągiem związana jest legenda o wodzu Barto, który skamieniał z rozpaczy na wieść o zajęciu przez Krzyżaków ziemi barciańskiej. Na cmentarzu znajduje się neogotycka kaplica cmentarna z końca XIX w. oraz obeliski poświęcone poległym w czasie Wojny Francusko - Pruskiej i I Wojnie Światowej

### Zamek

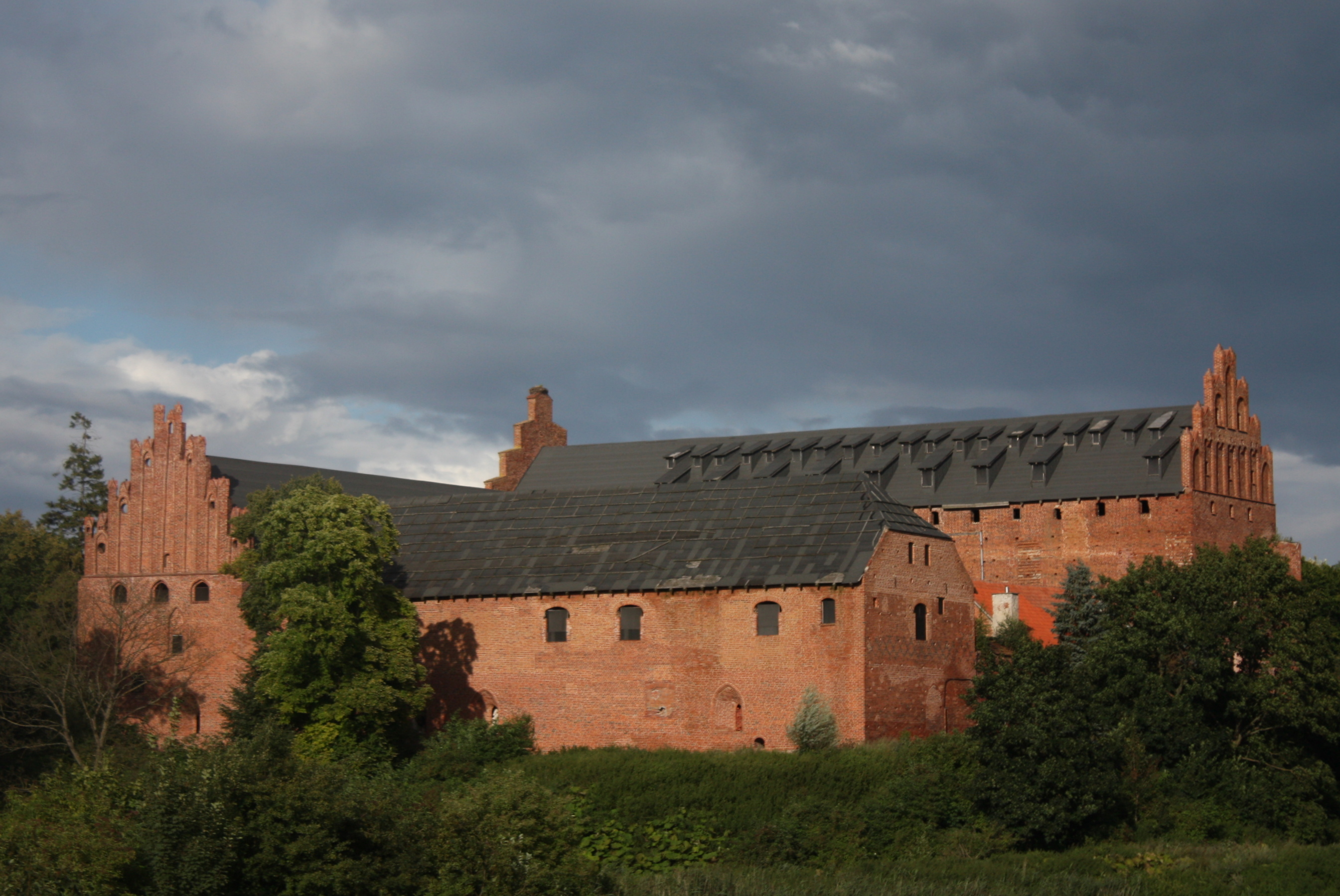
Zamek w Barcianach od strony stawów

Krzyżacy przebudowali dawne umocnienia pruskie na tymczasową drewniano-ziemną strażnicę. Bunt ludności pruskiej w 1310 roku oraz liczne napady litewskie pod wodzą księcia Witenesa zadecydowały o budowie warowni. Do 1353 r. Barciany były siedzibą komornictwa, później rezydował w zamku prokurator krzyżacki. Niedługo potem wielki mistrz Winrich von Kniprode nakazał utworzenie w Barcianach komturii. Ponieważ do jej ustanowienia ostatecznie nie doszło, budowa zamku wydłużyła się a pierwotne, ambitne plany dotyczące konstrukcji nie zostały zrealizowane. W latach 1380–1390 zbudowano mur obwodowy, a do 1400 r. przede wszystkim trzykondygnacyjne północne skrzydło zamkowe. Podwyższono wówczas również mury obwodowe i budynek wschodni. Klęska zakonu w wielkiej wojnie z Polską zahamowała dalszą budowę.
Na zamku w skrzydle wschodnim znajdowały się składy żywności, piec, kuchnia, piekarnia oraz wartownia. Pierwsze piętro pełniło funkcję reprezentacyjną. Część północna mieściła kaplicę, kapitularz, z czasem zamieniony na refektarz, izbę prokuratora zakonnego, dormitorium oraz infirmerię. Podobnie jak w skrzydle wschodnim parter pełnił funkcję gospodarczą, a najwyższa kondygnacja magazynowo-obronną. W trakcie prac archeologicznych odkryto również w zamku pozostałości drewnianej kanalizacji. Główna część zamku była otoczona drewniano-ziemnymi fortyfikacjami. Od wschodu za szeroką fosą znajdowało się gospodarcze przedzamcze.
Obecność licznych otworów strzelniczych wskazuje na to, że w Barcianach wprowadzono po raz pierwszy w państwie zakonnym system obrony przystosowany do broni palnej. Zamek barciański, jako punkt wypadowy na Litwę posiadał do XV w. znaczenie militarne. Później stanowił przede wszystkim ośrodek gospodarczy. W latach 1533–1841 zamek był rezydencją starostów.
W 1914 r. północne skrzydło zostało zniszczone przez pożar, odbudowa zajęła dwa lata. W tym czasie (1842-1945) zamek był własnością prywatną. Właściciele zamienili wysychające już stawy na ogrody oraz wznieśli na dawnym przedzamczu zabudowania folwarczne. Po II wojnie światowej zamek przejął PGR (mieściły się w nim biura i magazyny) a miejscowość utraciła prawa miejskie (duże zniszczenia). 
Obecnie zamek ponownie znajduje się w rękach prywatnych i trwa jego renowacja. Planowane otwarcie mającego mieścić się w zamku hotelu z kompleksem wypoczynkowym planowane było na 2007 r.

### Kościół
We wsi znajduje się gotycki kościół z końca XIV w., p.w. Niepokalanego Serca Najświętszej Maryi Panny, orientowany, z cegły na kamiennej podmurówce, salowy, z zakrystią i kruchtą z północnej strony i drugą kruchtą z południowej strony (dobudowana w latach 1729-1741, dach pochodzi z 1804). W 1714 r. kościół był przebudowany. Wieża trójkondygnacyjna pochodzi z końca XVI w., przebudowywana w XVIII i XIX wieku. W nawie strop drewniany, zakrystia ze stropem kolebkowym. Ołtarz główny, późnorenesansowy, z 1643 r., ufundowany przez Rautera. Organy barokowe z około 1750 r., a zbudowane około 1750 r. przez Adama Gottliba Casparini z Królewca.

## Kościoły

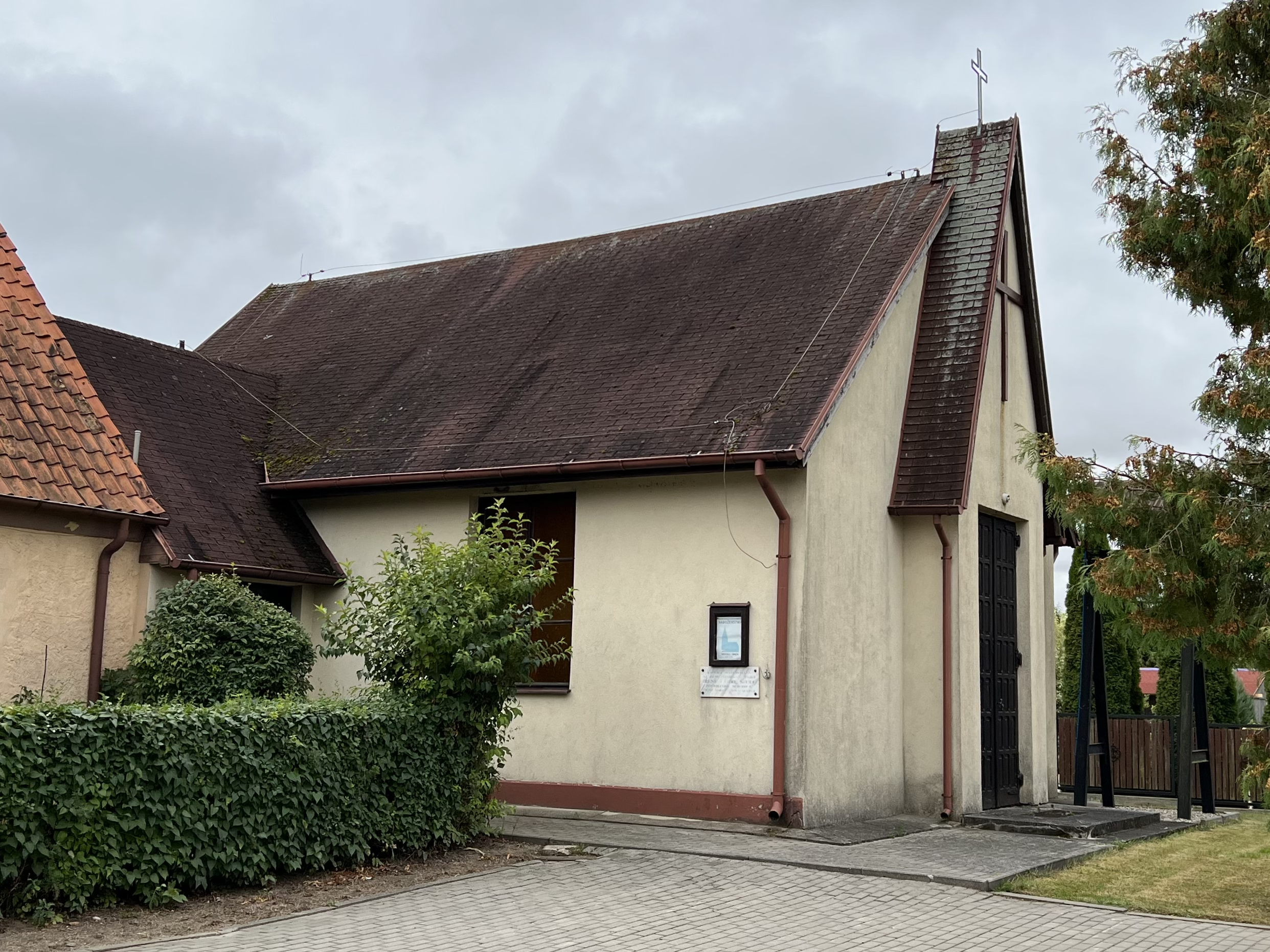
Kaplica ewangelicka w Barcianach

Parafia w Barcianach przed reformacją należała do archiprezbiteratu w Sępopolu. 
Na terenie miejscowości działalność duszpasterską prowadzą następujące kościoły:
- Kościół Rzymskokatolicki – Parafia Niepokalanego Serca Maryi w Barcianach[9]
- Kościół Ewangelicko-Augsburski – filiał w Barcianach należący do Parafii Ewangelicko-Augsburskiej w Kętrzynie[10]

## Urodzeni w Barcianach
- Lubomir Gliniecki – poseł na Sejm

## Galeria

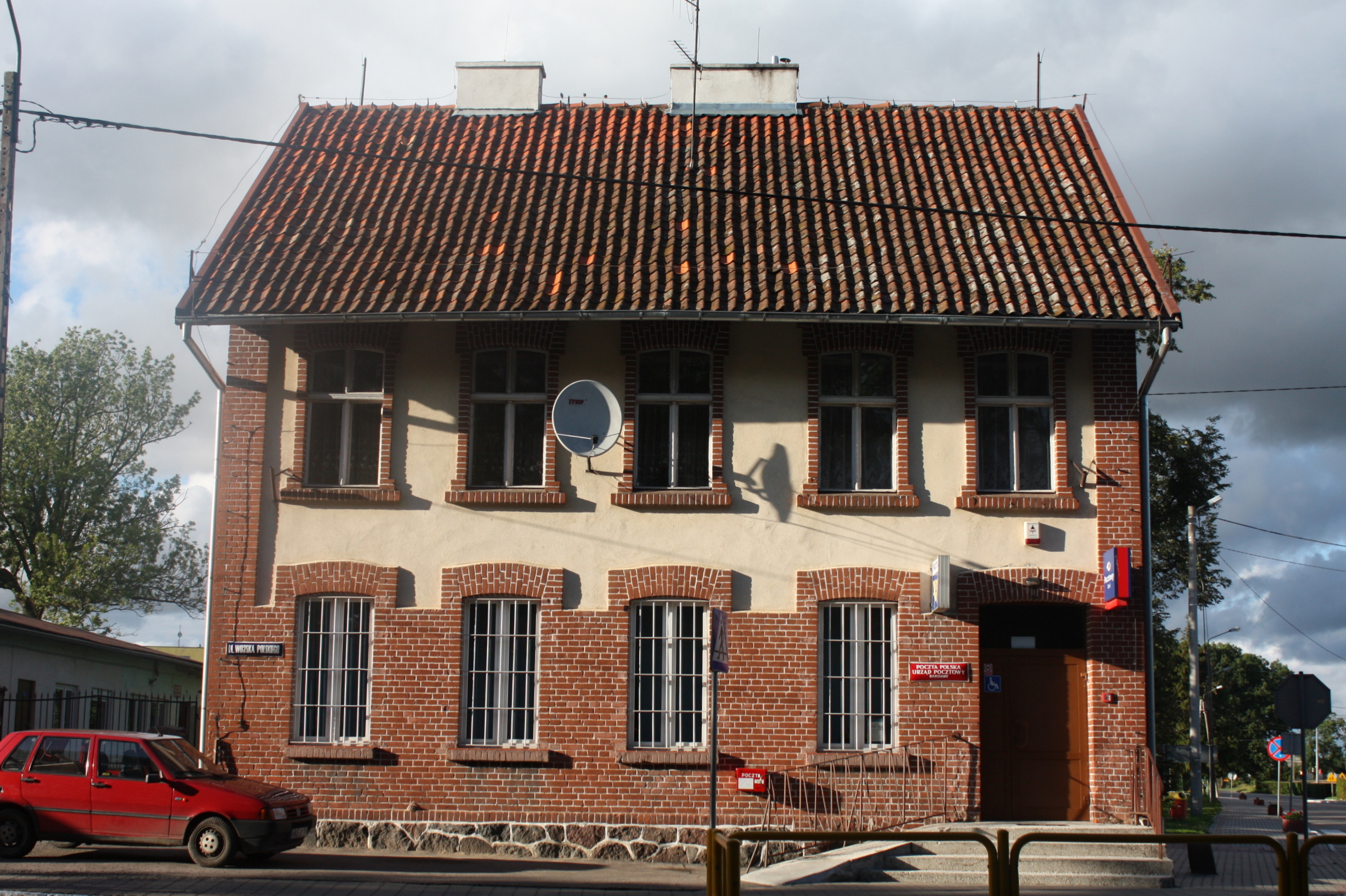
Urząd pocztowy
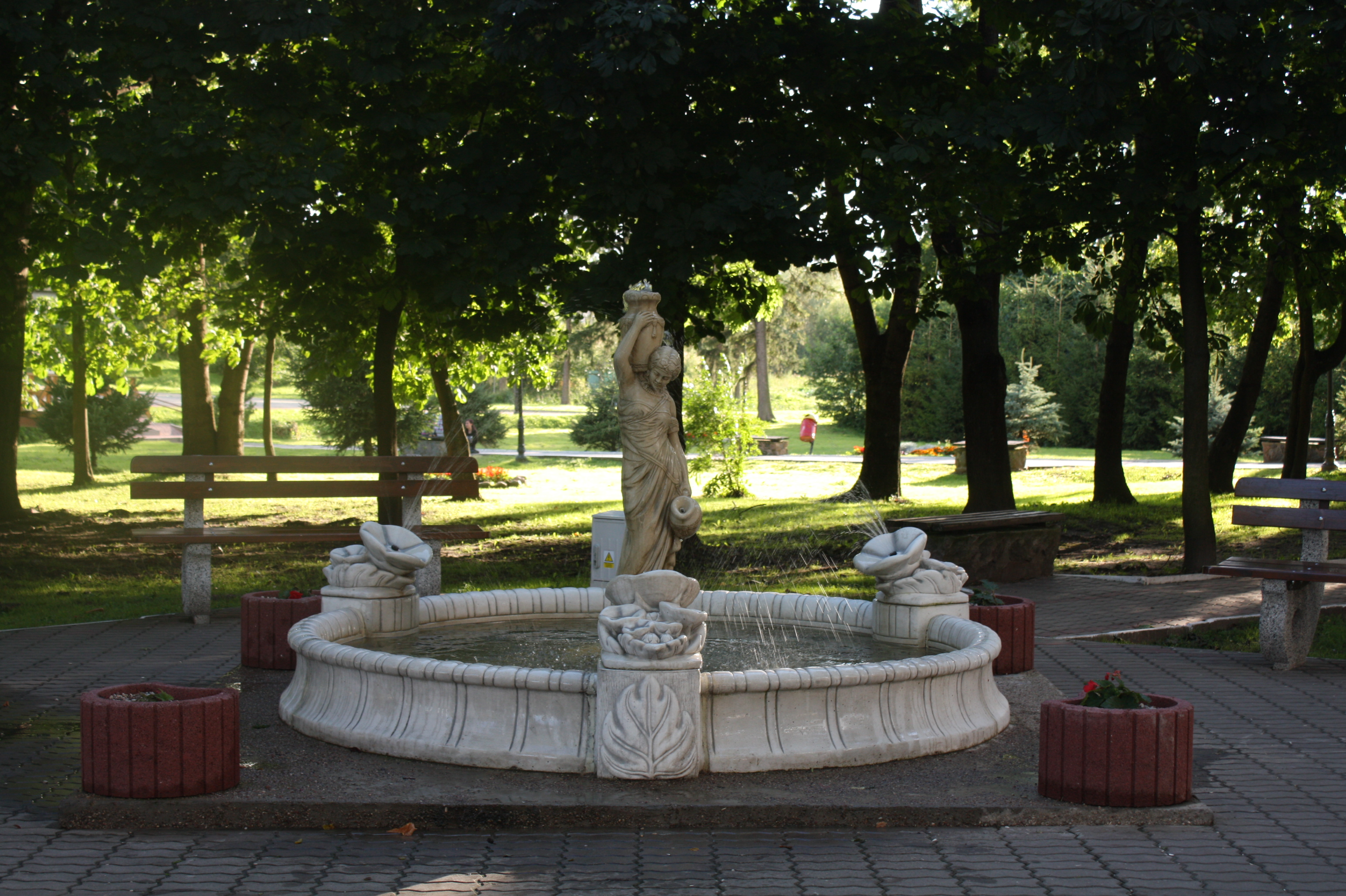
Fontanna
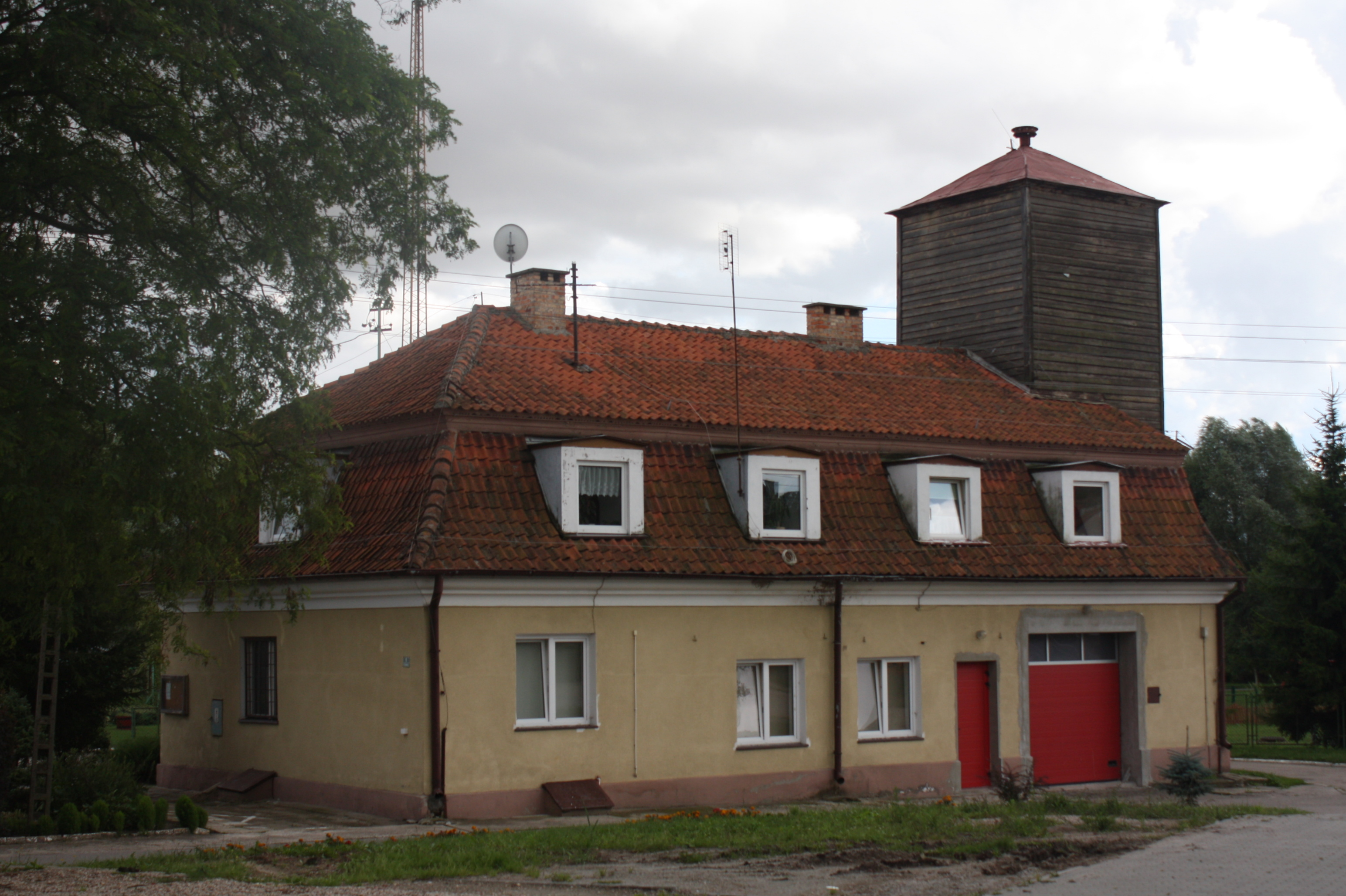
Remiza strażacka
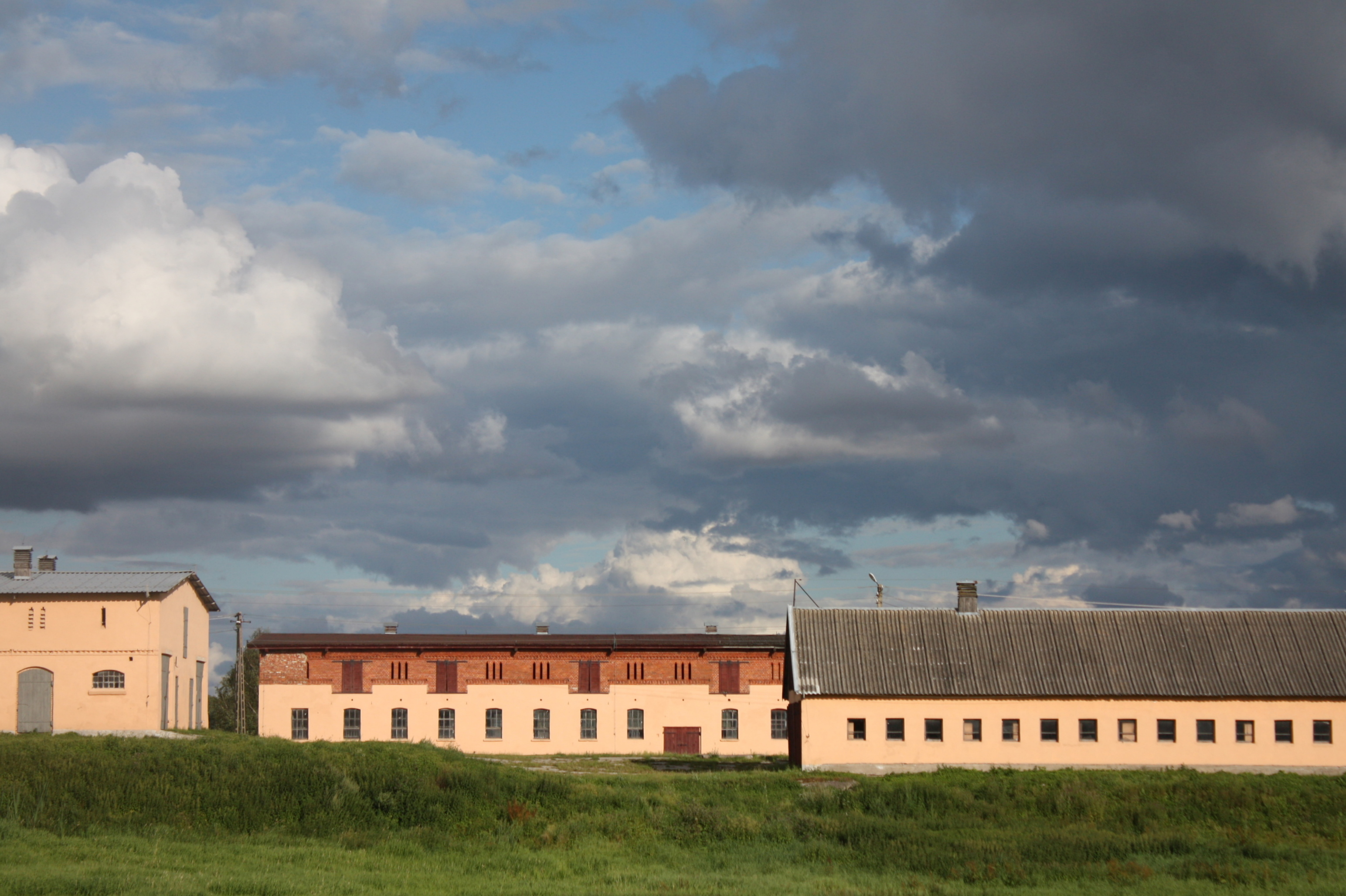
Farma rolnicza
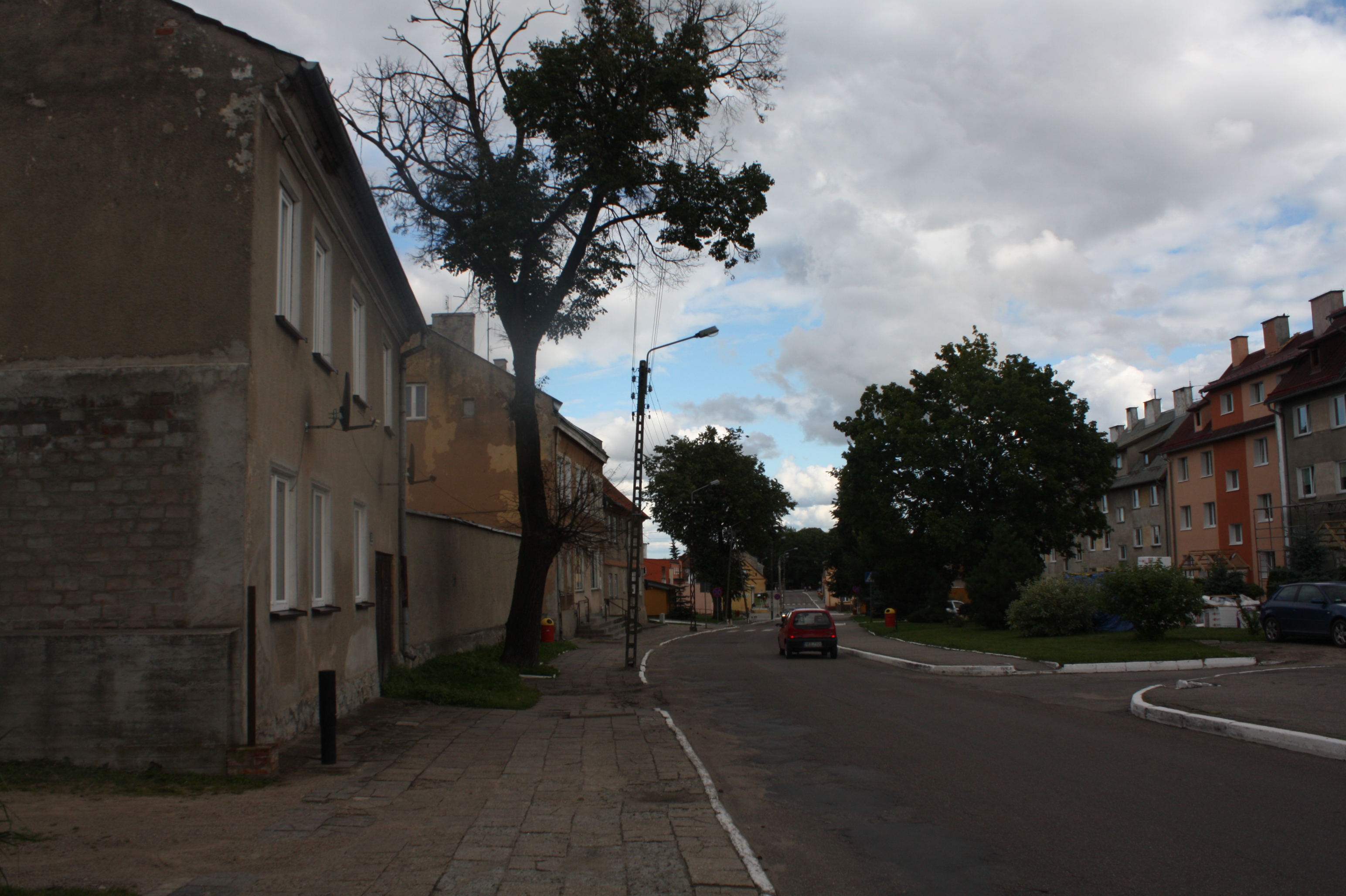
Ulica w centrum wsi
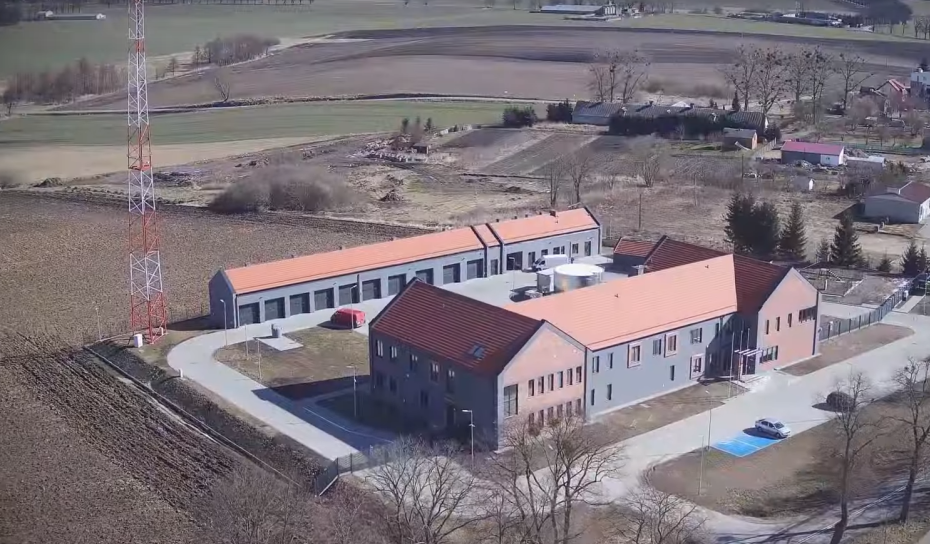
Placówka Straży Granicznej